# Bärbel Bas
Bärbel Bas (født 3. maj 1968) er en tysk politiker (SPD) fra Duisburg, der har fungeret som formand for Forbundsdagen siden 2021. Siden forbundsvalget i 2009 har hun været medlem af den tyske forbundsdag. Hun har fungeret som næstformand for SPD's parlamentariske gruppe under ledelse af formand Rolf Mützenich siden 2019.

## Tidligt liv og karriere
Bas blev født i Walsum-distriktet i Duisburg. I 1984 fik hun sin studentereksamen. Fra 1985 til 1987 gik hun i lære som kontorassistent hos Duisburger Verkehrsgesellschaft (DVG), hvor hun arbejdede fra 1987 til 2001 som kontorist, og senere flyttede hun til virksomhedens egen sygesikring. Fra 1986 til 1988 var hun repræsentant for unge og praktikanter ved DVG og fra 1988 til 1998 medlem af samarbejdsrådet og medarbejderrepræsentant i DVG's bestyrelse.
Fra 1994 til 1997 gennemførte Bas en erhvervsuddannelse som socialsikringsspecialist. Det blev i 2000-2002 efterfulgt af en efteruddannelse som forretningsadministrator indenfor sygesikring og instruktørdiplomet 2003. Fra 2002 til 2006 var hun bestyrelsessuppleant i sygekassen EVS. Fra 2005 til 2007 gennemførte hun en videreuddannelse som HR-økonom (VWA) på Administrative and Business Academy Essen. Efterfølgende fungerede Bas som leder af HR på BKK Futur fra 2007 til 2009.

## Politisk karriere
I oktober 1988 meldte Bas sig ind i SPD. Et år senere blev hun medlem af Jusos-distriktsbestyrelsen Duisburg, som hun var formand for fra 1990 til 1998 (Jusos er Unge socialister i SPD) Siden da har hun været medlem af distriktsbestyrelsen for Duisburg SPD. Hun har fungeret som næstformand siden 2006. Siden 2004 har hun været medlem af Regionalrådet i Niederrhein, siden 2009 medlem af RuhrSPD og siden 2010 formand for SPD's statspartiråd i Nordrhein-Westfalen.
Fra 1994 til 2002 var Bärbel Bas medlem af byrådet i Duisburg.

### Forbundsdagsmedlem, 2009-nu
Ved det føderale valg i 2009 blev Bas valgt i valgkredsen Duisburg I som parlamentsmedlem for SPD i den 17. tyske Forbundsdag. Ved forbundsdagsvalget 2013 og 2017 blev hun genvalgt. I den 17. Forbundsdag var hun medlem af Sundhedsudvalget, hvor hun fortsatte med at være suppleant siden i den 18. Forbundsdag. Siden 2014 har hun været medlem af Forbundsdagens Ældreråd, som blandt andet fastlægger lovgivningens dagsorden og udpeger udvalgsformænd på baggrund af partirepræsentation. Hun er også stedfortræder for Gemeinsamer Ausschuss (fællesudvalg) i Forbundsrådet og Forbundsdagen.
Inden for sin parlamentariske gruppe tilhører Bas den venstre partifløj i SPD, Det Parlamentariske Venstre (Parlamentarische Linke)  Fra december 2013 til 2017 fungerede hun som parlamentarisk direktør (Parlamentarischer Geschäftsführer) for SPD's parlamentariske gruppe. Bas har fungeret som næstformand for SPD's parlamentariske gruppe under ledelse af formand Rolf Mützenich siden 2019.
Ud over sine udvalgsopgaver er Bas medlem af den parlamentariske venskabsgruppe for relationer til Mellemamerikas stater.

### Præsident for Forbundsdagen, 2021 – i dag
Den 26. oktober 2021 blev Bas valgt som den 14. formand for Forbundsdagen for den 20. Forbundsdag med 576 stemmer for, 90 imod og 58 undlod at stemme. Bas er den tredje kvindelige Forbundsdagspræsident efter Annemarie Renger (SPD) og Rita Süssmuth (CDU). 

## Andre aktiviteter

### Virksomhedsbestyrelser
- Hüttenwerke Krupp Mannesmann, medlem af tilsynsrådet (siden 2015)
- Gesellschaft für Wirtschaftsförderung Duisburg mbH, medlem af tilsynsrådet (indtil 2013)
- Stadtwerke Duisburg AG, medlem af tilsynsrådet (indtil 2013)

### Non-profit organisationer
- Humanitær Bistandsfond for personer smittet med hiv gennem blodprodukter (HIV-fonden), medlem af bestyrelsen
- Tysk United Services Trade Union (ver.di), medlem
- MSV Duisburg, medlem